# Шехзаде Мехмед (син Ахмеда I)
Шехзаде Мехмед (тур. Şehzade Mehmet; 11. март 1605 — 12. јануар 1621) је био први син султана Ахмеда I и његове омиљене конкубине султаније Косем.

## Биографија
Рођен је као први син султана Ахмеда I и султаније Косем. После очеве смрти 1617. године, када је Мехмеду било дванаест година, на престо је ступио његов стриц султан Мустафа. Међутим, убрзо је свргнут и замењен је Мехметовим полубратом Османом 1618. године.
У трећој години своје владавине Осман је био принуђен да објави рат Пољској и, да би спречио петнаестогодишњег Мехмеда да преузме власт у његовом одсуству, одлучио је погубљење његовог полубрата. И тако је 12. јануара 1621. године шехзаде Мехмед погубљен. Када су му џелати развлачили конопац око врата, он је рекао:
Османе! Молим Бога да и теби што пре одузме и живот и власт! И нека те униште, као што си и ти мене!